# 강태환 (음악가)
강태환은 대한민국의 프리 재즈 음악인이다.
초등학교 시절 처음으로 클라리넷을 시작해 그 후 색소폰을 연주하였다. 1968년에 국내에서 최연소로 재즈 밴드의 리더가 되었다. 1978년 타악주자 김대환과 트럼페터 최선배와 함께 대한민국 최초의 프리재즈 그룹인 강태환 트리오를 결성하였다. 1988년에 트리오 해산 후에도 솔로로 활동 중이다.

## 특징
- 양반다리를 하고 앉아 색소폰을 부는 그는 몇분 동안이나 쉬지 않고 같은 음을 내거나, 색소폰으로 괴상한 소리들을 만들어 낸다.

## 같이 보기
- 프리재즈
- 아방가르드
- 미연&박재천 - 여러 차례 협연했다.
- 김대환 - 프리 재즈 밴드를 결성하여 활동하기도 했다. 강태환이 외사촌이다.[1]